# متحف جدعية
متحف جدعية (قلعة جدعية) هو أحد متاحف منطقة القصيم يقع في محافظة الرس، أسسه خالد بن محمد الجدعي، هي عبارة عن قلعة تحتوي على مجموعة من المباني والغرف القديمة وبيت الجدة الشهير ومسجد، وعلى أكثر من 33 ألف قطعة تراثية قيمة ونادرة.

## مواصفات المتحف
تبلغ المساحة الكلية للمتحف نحو 6,250 مترًا مربعًا ويحوي على عدة مرافق و غرف تراثية تحوي عدة قطع تراثية مختلفة كمجموعات أسلحة قديمة و قطع نحاسية و خشبية وجلدية و عملات مختلفة . بالإضافة إلى مخطوطات نادرة و مقتنيات شخصية و جلديات و أمور الزراعة قديما و ألعاب تراثية عريقة وملابس شعبية و أدوات مطبخ قديمة و لوحات ومقتنيات سيارات تراثية كما تضم قسم نسائي متكامل وخاص بالضيافة النسائية و غرفة للعروس تدعى (روشن ) ويحوي كافة ملابس ومستلزمات وأدوات التجميل للعروس سابقًا .

## أقسام المتحف
بيت الجدة الشهير والذي يعتبر تحفة معمارية و هندسية جميلة رائعة ويضم مجلس خاص مطرز بنقوش ذات طابع نجدي, كما يوجد فيه مكان لإشعال النار و استقبال الضيوف . المجلس الكبير يتسع لحوالي 150 شخص , كما يتواجد فناء في المنتصف يحيط به أعمدة صخرية جميلة وتملأ جوانبه قطع أثرية و قطائف صوف ذات تطريزات حيكت يدويا .
الموقد (المسوى): وهو ما يسمى حاليا بالمطبخ , وهو مكان المطبخ قديما . السوق الشعبي : يضم عدد من المحلات الشعبية القديمة التي كانت يتجار فيها سكان المنطقة مثل محلات الخبازين , محل للنجارين و محل للصناع و محل الخصاف المختص بحياكة خوص النخيل .